# Per Bäckström
Per Bäckström, född 1959, är filosofie doktor och affilierad professor i litteraturvetenskap, Linnéuniversitetet sedan 2019 och affilierad gästforskare på Intermedial studies vid Lunds Universitet sedan 2020; och blev 2008 docent i litteraturvetenskap, Lunds universitet. Han har arbetat som  professor i litteraturvetenskap, Karlstads universitet 2010–2019, och førsteamanuensis (motsv. svensk universitetslektor) vid Institutt for Kultur og Litteratur, Universitetet i Tromsø 1996–2010. Han var ledare för medlemskommissionen i European Network for Avant-Garde and Modernism Studies (EAM) 2007–2011, och är koordinator för Norge i Nordiskt nätverk för Avantgardestudier. Han har varit verksam som litteraturrecensent vid Göteborgs-Tidningen (GT) och Nordvästra Skånes Tidningar (NST), och har bl.a. publicerat flera studier av Bruno K. Öijer, Henri Michaux, Gunnar Ekelöf, Michail Bachtin, intermedialitet, avantgarde och neoavantgarde. Han arbetar för närvarande med två projekt om Öyvind Fahlströms tvärestetiska konstnärskap och The Anti-Aesthetics of Rock.